# One-Two-GO лет 269
Уан-ту-ГО ерлајнс лет 269 за Пукет из Бангкока срушио се 16. септембра 2007. приликом слетања на аеродром на Тајландском острву Пукет. Овај случај се догодило на Аеродрому Пукет. Од 123 путника и 7 чланова посаде је погинуло 87, а осталих 43 су били теже или лакше повређени.

## Несрећа
Авион, Макдонел Даглас МД-82 (регистрација HS-OMG) која је летала 23 године одлетала из Бангкокска аеродром Дон Муеанг 14:30 локалном време (08:30 Београдском време) и је по реду требало слетати у Пукет у 15:30 локално време (09:50 Београдском време). Несрећа се догодила када је авион, који је због лошег времена кружио изнад пукетског аеродрома, у покушају да се спусти склизнуо са писте, преполовио се и запалио.